# Odera-Halbinsel
Die Odera-Halbinsel (spanisch Península Odera) ist eine Halbinsel im Süden der Etainsel in der Gruppe der Melchior-Inseln im Palmer-Archipel westlich der Antarktischen Halbinsel. Sie liegt zwischen dem Andersen Harbour, dem Borrowman-Kanal im Süden und der Dallmann-Bucht im Osten.
Argentinische Wissenschaftler benannten sie. Der weitere Hintergrund der Benennung ist nicht überliefert.